# Los Navalucillos
Los Navalucillos es un municipio español de la provincia de Toledo, en la comunidad autónoma de Castilla-La Mancha. Se encuentra en las faldas de los Montes de Toledo, pertenece a la comarca de La Jara y su extenso término municipal comprende las alquerías de Robledo del Buey, Los Alares y Valdeazores. Cuenta con una población de 1897 habitantes (INE 2024).

## Toponimia
El término Navalucillos está formado por la unión de Nava y lucillos, viniendo a significar llano de los sepulcros. Podría deberse a dos grupos de sepulcros, uno de ellos de la época visigoda, en pizarra, situados a 500 m del arroyo de Los Vallejos; y los otros, excavados en granito, en la zona de El Charco de la Mora y El Charco de Melchor. El plural del nombre se debe a la unión en 1833 de Navalucillos de Toledo y Navalucillos de Talavera.

## Geografía

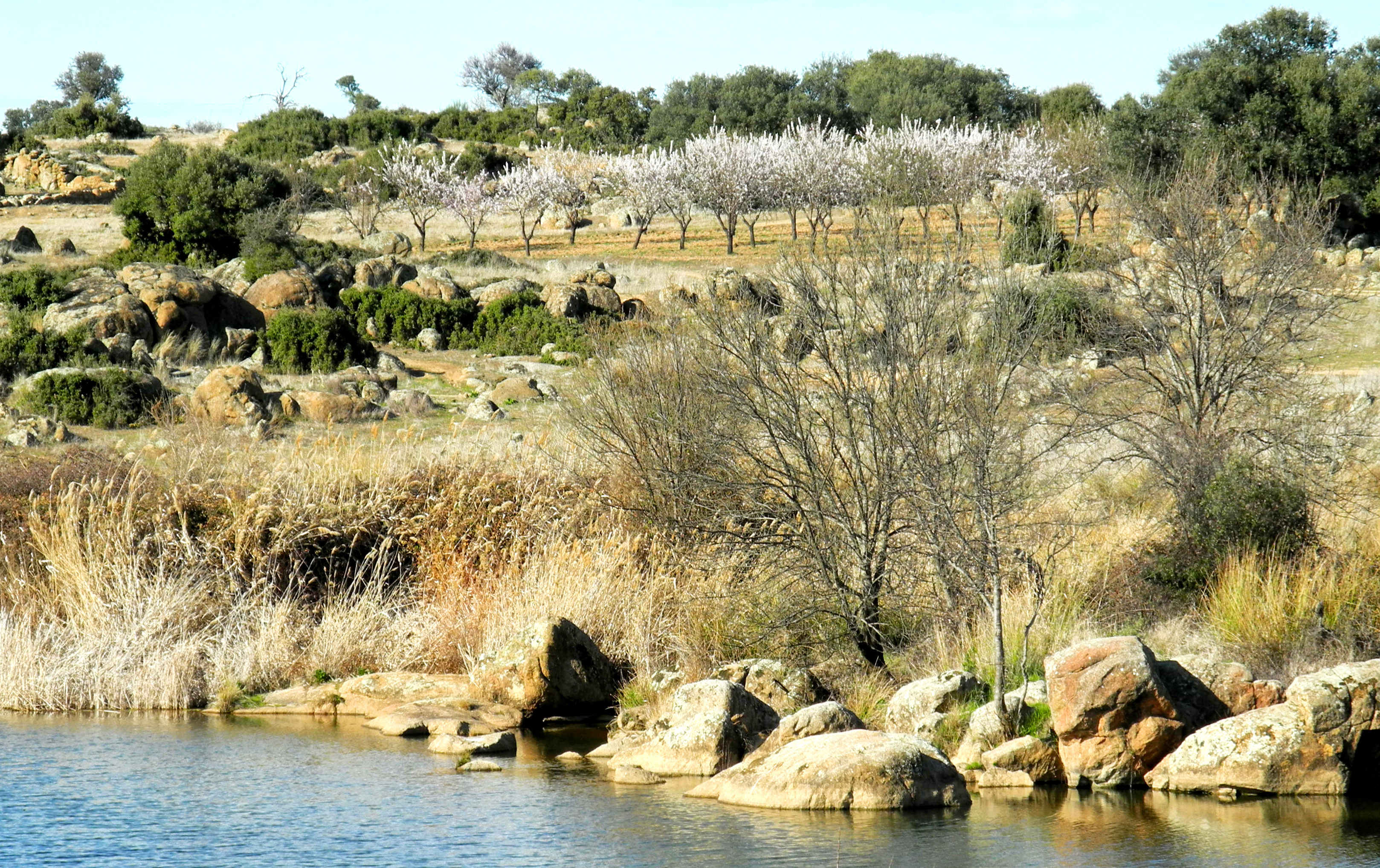
Almendros junto al Pusa

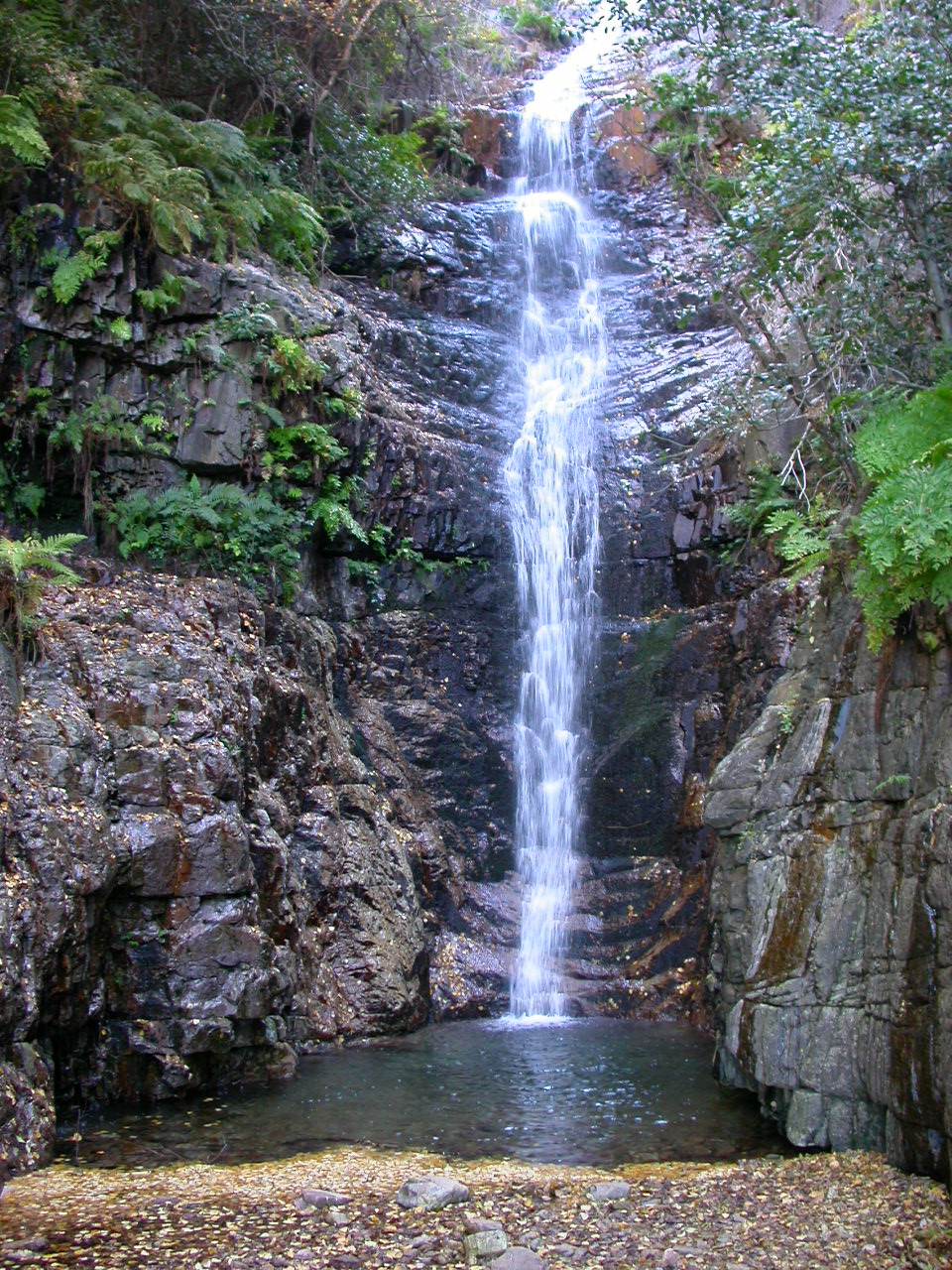
Cascada del Chorro, uno de los principales atractivos de Los Navalucillos.

Pertenece a la comarca de La Jara y linda con los términos municipales de Horcajo de los Montes y Helechosa de los Montes al sur, en las provincias de Ciudad Real y Badajoz respectivamente, Retamoso de la Jara, Santa Ana de Pusa al norte, Los Navalmorales al noreste, Hontanar al este y Robledo del Mazo, Espinoso del Rey y Torrecilla de la Jara al oeste, en la de Toledo. Igualmente limita al oeste con el Rincón de Anchuras, exclave de la Provincia de Ciudad Real.
El municipio se encuentra situado «en una hondonada o falda de unos cerros que le circundan principalmente por el N. y E.» Las tierras del norte del término, circundantes a la localidad en sí, son terrenos de cultivo donde predomina el olivo, en dirección sur comienzan a aparecer cerros de mediana altura que acaban convertidos en grandes montes al sur del término, culminando en los 1.448 metros del Pico Rocigalgo, en las faldas de este el río Pusa posee la cascada del Chorro.
Se encuentra en el valle del Pusa, río alimentado por los numerosos arroyos que discurren por su término como el del Chorro, afluente del Matón, Navalpoyo, Colmenar, Vando Lázaro, Azorejo, del Valle, Chaparroso, Charco del moro, Gargantilla, Posadilla, Posadero, Estenillas o Valdefuentes. Al sur de la población se encuentra el embalse del río Pusa. Sus puntos más altos se encuentran en el Corocho de Rocigalgo con 1448 m s. n. m. (que es a su vez el más alto de la provincia de Toledo), Cerro de Talega con 1321 m s. n. m., Risco del Barrero con 1116 m s. n. m., Colmenillas con 1011 m s. n. m., y el Risco tambor con más de 800 m s. n. m.
Desde principios de la década de 2000, gran parte del término municipal está incluido en el parque nacional de Cabañeros.

### Clima
Por su localización, en las faldas de los montes, Los Navalucillos es uno de los pueblos más lluviosos de la provincia de Toledo. Se alcanzan los 555 l/m² al año. El mes de mayor pluviosidad es abril con 72 l/m² y el de menor es julio con casi 9 l/m².
El clima es mediterráneo continental, por su altitud y su lejanía respecto al mar. Los termómetros oscilan entre los 25'3 °C de julio y los 5'7 °C de enero, siendo la temperatura media anual de 14'4 °C.

## Historia

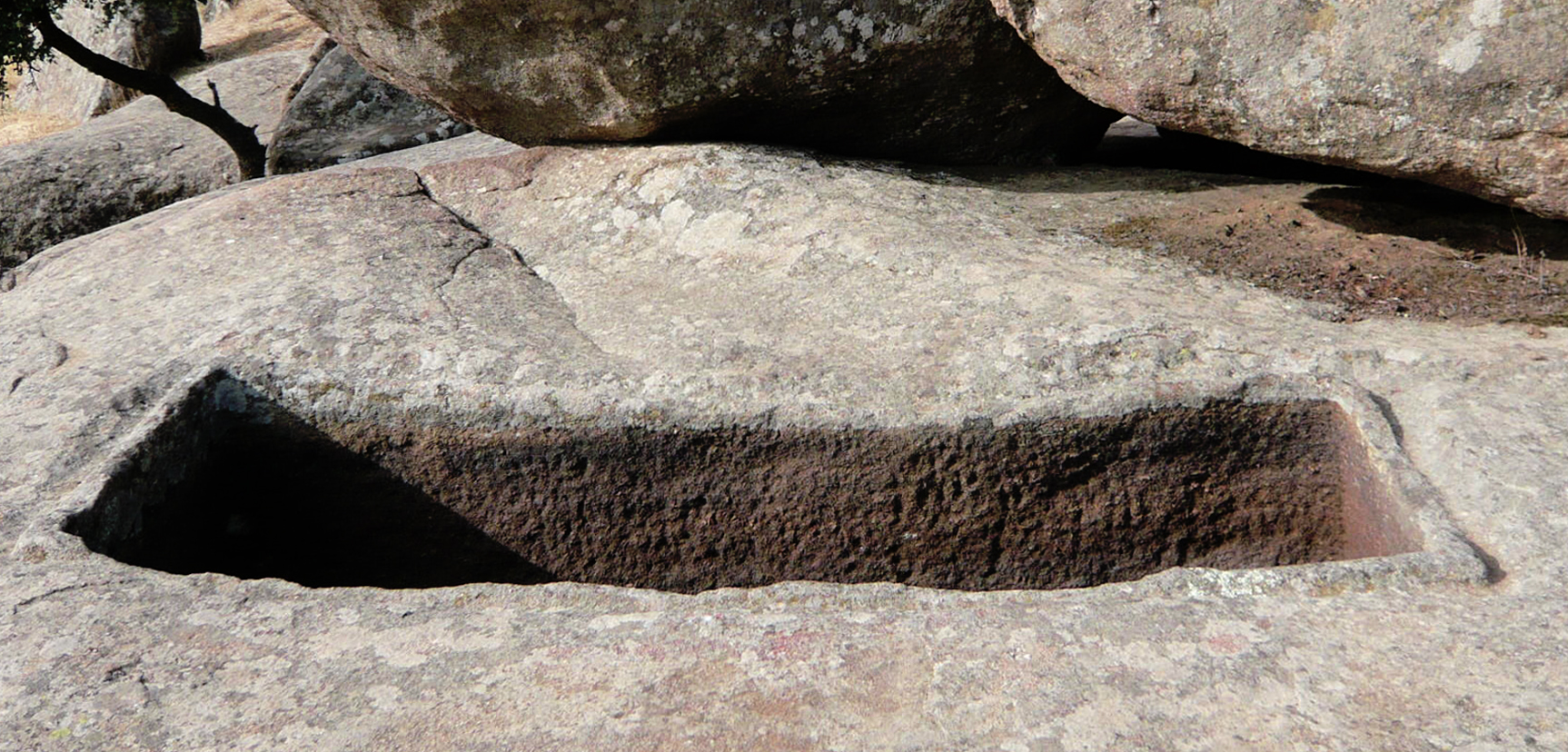
Tumba en Los Navalucillos

De la época musulmana se han encontrado varios sepulcros rupestres que evocan ritos mozárabes. Parece ser que la fundación del pueblo tuvo lugar en la primera mitad del siglo XIV, aunque aparece por primera vez, como Naualuciellos, en un documento del 5 de febrero de 1209. En dicho documento Alfonso VIII dona a Alfonso Téllez la villa de Montalbán con sus términos correspondientes: 

«Ex parte Talauarie per ualle sicco, comodo vadit uia ad illos Mosaraues, et comodo pergit ad illa calsata, et sicut uadit ad Vallmoral, et deinde Naualuciellos, et postea usque ad illum portum, et deinde usque ad Mauros quantum potueritis».
Alfonso VIII, 5 de febrero de 1209.

 En otro documento de 26 de mayo de 1357, donde Pedro I otorgaba el señorío de Valdepusa Diego Gómez, notario mayor, aparece como Nava luezillos: 

«... denos la justiçia en el señorío de Valdepusa, término de Talauera que comiença desde el Alcachal fasta en el río de Tajo, asy como parte con Mal pyca e con Montaluán e con Nava luezillos...».
Pedro I de Castilla, 26 de mayo de 1357.

En 1492 con la expulsión de los judíos, muchos de ellos se asientan en estas tierras dejando como legado algunas costumbres que se conservan hasta el día de hoy.
Entre el siglo XV y el siglo XVII Los Navalucillos lideró económicamente la comarca, recibiendo migración fundamentalmente de la vecina Extremadura. 
El momento de mayor esplendor de la localidad fue el siglo XVIII cuya unión eclesiástica, lograda por el cardenal Lorenzana, fue secundada por una unión administrativa de los dos Navalucillos, Navalucillos de Talavera de la Reina y Navalucillos de Toledo.
A mediados del siglo XIX tenía 500 casas y el presupuesto municipal ascendía a 25 590 reales. Por entonces existía una fundición de hierro establecida por José Safont en la zona del Mazo junto al río Pusa. La fábrica se abastecía de las extracciones de «los arrumbales, los acebales, riscos de Juan Antón, de la Ermita y de los Lagares», en el propio término de Los Navalucillos, y de las minas de Herrera en Los Navalmorales.
La localidad vive su mayor aumento demográfico en los años 1950 contando con una población aproximada de 7000 habitantes. 
En la actualidad, Los Navalucillos intenta retomar aquellos momentos de esplendor, promoviendo actividades orientadas al turismo rural, o la ampliación del parque nacional de Cabañeros a finales de la década de los 2000.

## Demografía
Cuenta con una población de 1897 habitantes (INE 2024).
| Gráfica de evolución demográfica de Los Navalucillos entre 1842 y 2021                                                |
| |
| Población de derecho según los censos de población del INE. Población de hecho según los censos de población del INE. |

El notable aumento de la población en la primera mitad del siglo XX se transformó en un rápido descenso a partir de los años 60.
| 2,827                     | 2,732 | 2,717 | 2,718 | 2,670 | 2,665 | 2,641 | 2,599 | 2,574 | 2,476 | 2426 |
| (Fuente: INE [Consultar]) |       |       |       |       |       |       |       |       |       |      |

## Transportes
La principal vía de comunicación es la carretera CM-4155. Se cuenta con un servicio de autobuses, que comunica el pueblo con las más importantes ciudades de la zona, como Madrid, Toledo, Talavera de la Reina, etc.

## Economía
En la actualidad el sector predominante es el de servicios con un 35,7 % del total de empresas, seguido por los de la agricultura con un 31,6 %, mayoritariamente relacionadas con el aceite de oliva, la construcción con un 20,4 % y en último lugar la industria con un 12,2 %, mármoles y muebles fundamentalmente.
Dentro del sector servicios hay que destacar la promoción del turismo rural, aprovechando su enclave natural a las puertas del parque nacional de Cabañeros.

## Símbolos
La bandera de Los Navalucillos consta de dos franjas horizontales blancas sobre un campo verde.
El escudo es de un solo cuartel con dos sarcófagos de plata puestos en palo, en campo de sinople, y cuerpo timbrado con una corona real de España. Este escudo aparece en la fachada de las casas consistoriales y fue aprobado por pleno municipal el 1 de abril de 1972. Su simbología hace referencia a su toponimia. Por un lado los sepulcros representan a los lucillos, mientras que el color del campo alude a la nava.

## Administración

### Alcaldías
| Periodo   | Nombre                                                           | Partido |
| --------- | ---------------------------------------------------------------- | ------- |
| 1979-1983 | Juan Ramos García                                                | UCD     |
| 1983-1987 | Vicente López Moreno                                             | PSOE    |
| 1987-1991 | Vicente López Moreno                                             | PSOE    |
| 1991-1995 | Adolfo de Paz Gómez                                              | PP      |
| 1995-1999 | Adolfo de Paz Gómez                                              | PP      |
| 1999-2003 | Adolfo de Paz Gómez                                              | PP      |
| 2003-2007 | Enrique Carmelo Molina Merchán (27-11-03) Mª Soledad Ortiz Largo | PSOE    |
| 2007-2011 | José Ángel Pérez Yepes                                           | PP      |
| 2011-2015 | José Ángel Pérez Yepes                                           | PP      |
| 2015-2019 | José Ángel Pérez Yepes                                           | PP      |
| 2019-2023 | José Ángel Pérez Yepes                                           | PP      |
| 2023-act. | José Ángel Pérez Yepes                                           | PP      |

### Elecciones municipales
| Elecciones municipales |      |      |      |      |      |      |      |      |      |      |      |
| Partido                | 1979 | 1987 | 1991 | 1995 | 1999 | 2003 | 2007 | 2011 | 2015 | 2019 | 2023 |
| AP / PP                |      | 4    | 6    | 6    | 6    | 4    | 6    | 7    | 7    | 7    | 5    |
| PSOE                   |      | 5    | 4    | 5    | 5    | 7    | 5    | 4    | 4    | 3    | 1    |
| UCD / CDS              | 11   | 2    |      |      |      |      |      |      |      |      |      |
| Vox                    |      |      |      |      |      |      |      |      |      |      | 3    |
| CI                     |      |      | 1    |      |      |      |      |      |      | 1    |      |
|                        |      |      |      |      |      |      |      |      |      |      |      |
| Total                  | 11   | 11   | 11   | 11   | 11   | 11   | 11   | 11   | 11   | 11   | 9    |

## Patrimonio

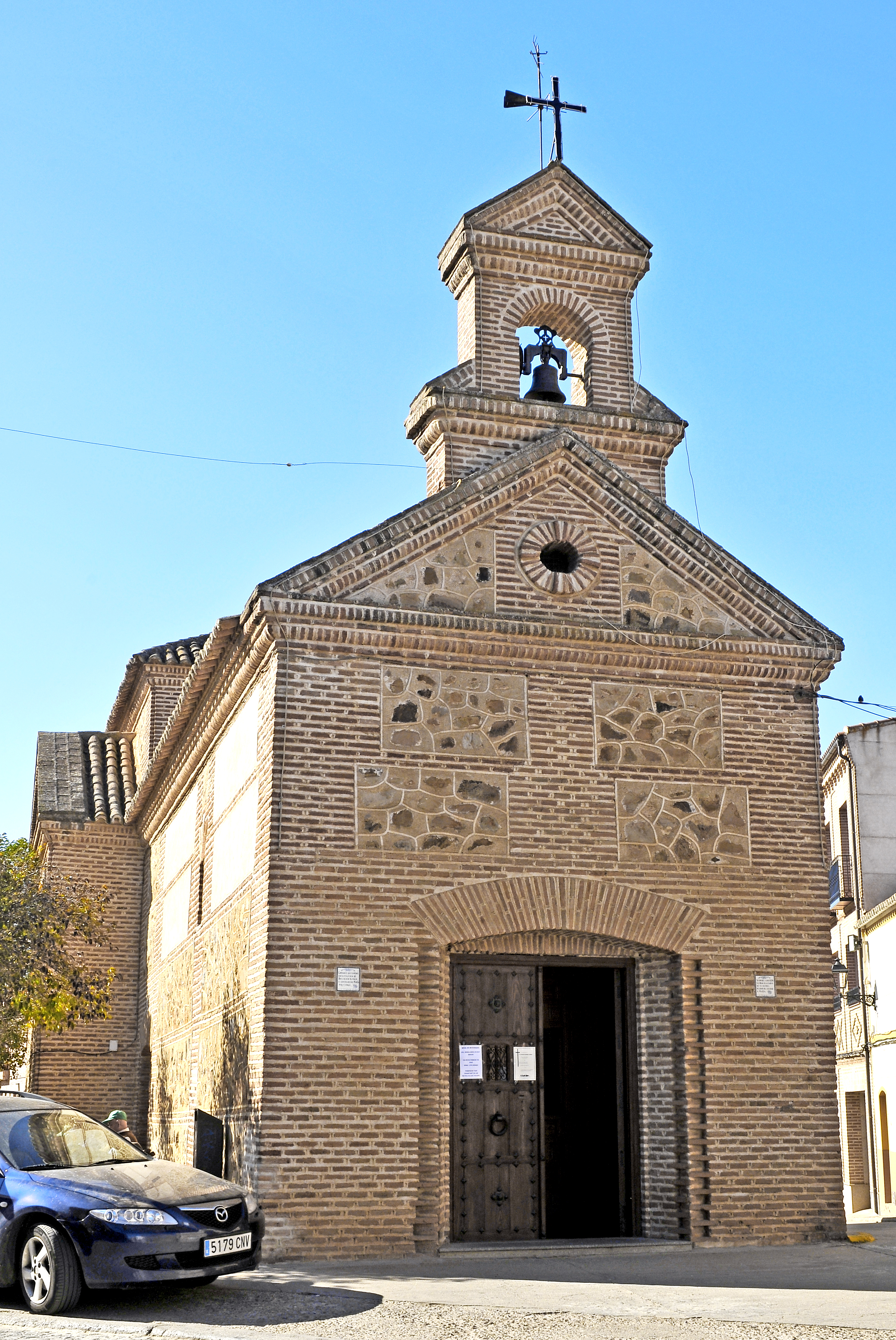
Ermita de Nuestra Señora de las Saleras

- Ermita de Nuestra Señora de las Saleras: edificada en ladrillo y mampostería vistas durante el siglo XVII (1632) y denominada por aquel entonces como Ntra. Sra. de Gracia. Construida sobre planta de cruz latina y bóveda de medio cañón en los brazos y altar principal. Ha sido restaurada en su totalidad aunque se conserva su estructura primitiva.

- Iglesia parroquial de San Sebastián: de estilo mudéjar sencillo, el templo Parroquial data su existencia del siglo XV, llevándose a cabo varias reformas posteriores. Precede su entrada principal la Plaza del Álamo y curiosamente ninguna de las dos puertas de acceso al templo se sitúan frente al altar mayor. Cuenta con una superficie total de 422 m² y tiene forma de cruz latina, compuesta de dos brazos uno longitudinal más alargado y otro más corto transversal.

- Plaza de toros: construida en 1919, y con categoría de plaza de tercera, la plaza de toros Sergio Romero de Los Navalucillos tiene capacidad para unas 1000 personas. Hoy en día se continúa utilizando para corridas de toros durante las fiestas de la localidad. Está situada en la entrada sur y se encuentra rodeada por un parque público.

## Fiestas

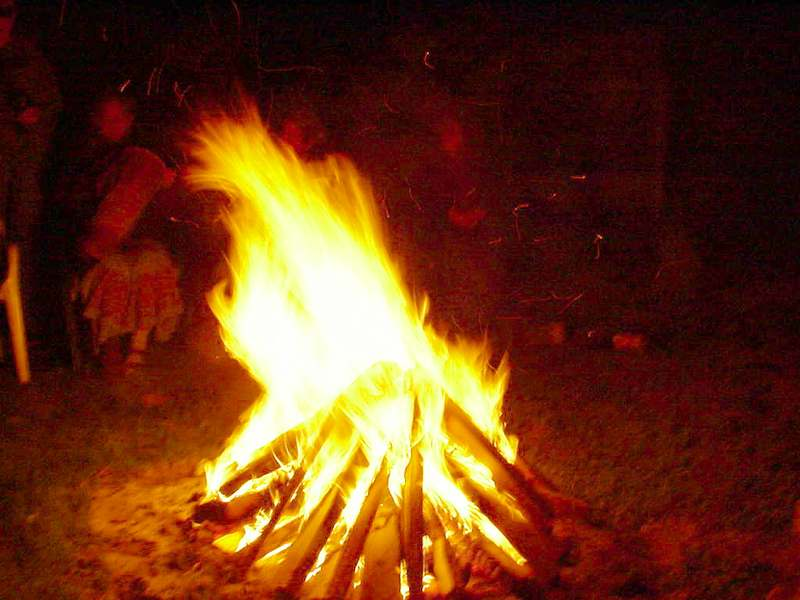
Las luminarias inundan el pueblo de hogueras el día 20 de enero hasta altas horas de la madrugada

- 20 de enero: San Sebastián. Luminarias (hogueras) por las calles del pueblo. Previamente se celebra también el día 17 de enero (san Antón), fiesta que recibe el nombre de luminarias chicas. El mismo 20 de enero se celebran también las Jornadas Rito-Gastronómicas sobre la Matanza, que desde 2022 están declaradas como Fiesta de Interés Turístico Regional.[14]
- Segundo domingo de mayo: Ntra. Sra de Herrera y Fiestas del Ausente. Desfile de gigantes, cabezudos, carrozas y trofeo ciclista por la comarca.
- Principios de agosto: Feria de Turismo Rural Rocigalgo. Se celebran también las jornadas de la tapa y las jornadas gastronómicas. Durante esta feria se realizan rutas por los Montes de Toledo y el parque nacional de Cabañeros.
- 8 de septiembre: Virgen de las Saleras, patrona de los Navalucillos. Las fiestas se celebran del 5 al 10 de septiembre, siendo el día grande la víspera de la festividad, con desfiles, la procesión religiosa, gigantes y cabezudos, verbenas y una variada agenda de actividades, incluida la guerra del agua y la compañía de las charangas y peñas del pueblo.

## Gastronomía
En Los Navalucillos se da la carne de caza y de la matanza del cerdo con elaboración de morcillas, chorizos y lomo adobado. En carne de caza se da sobre todo el guiso de venado en salsa que se degusta en la jornada de la tapa y en la época de montería (en otoño); también hay perdiz y jabalí. 
En las hortalizas destaca el tomate, el ajo y la calabaza que se usan para hacer purés y gazpachos; y las aceitunas, fruto más importante de la provincia y que también encontramos en Los Navalucillos, de donde se extrae el aceite de oliva en las cooperativas del municipio. En repostería destacan las puches con miel, y un pan característico de gruesa corteza y abundante miga, y los dulces realizados con buen aceite y buena miel.
Los platos más típicos de la localidad serían: hojuelas en miel, puches, perdiz estofada, asados de cordero o cochinillo, venado con setas, patatas en puchero, pisto manchego, migas con choricillo, conejo al ajillo, gazpacho, Cocido en puchero, cocido aterrao, bondejo, sorda de morcilla y chorizo.